# Кула (Валандово)
Вижте пояснителната страница за други значения на Кула.
Кулата, известна и като Маркова кула или Марко куле (на македонска литературна норма: Кула, Маркова кула, Марко куле) е късноантична и средновековна отбранителна кула в град Валандово, Република Македония.
Кулата е разположена в античната и средновековна крепост в Плавуш северозападно над Валандово, известна като Хисар, Извор или по нея – Кула, на надморска височина 653 m. Представлява самотна стражева кула с поглед към долината на Вардар, изградена на планинския хребен на 200 m северозападно от акропола. Природно защитена е от всички страни от труднопроходимия терен. Според археолога Иван Микулчич градежните белези на кулата я датират в VI век. Обновена е в XI – XIV век.
Кулата е масивна, с размери 10,7 х 9,2 m. Запазена е на височина 8 m над терена, но е била доста по-висока. Формата ѝ е четириъгълна с дебели каменни зидове. Горните части са паднали във вътрешността.